# Lingua franca
Lingua franca (wł. „język Franków”) – w wąskim ujęciu: język mieszany typu pidżynowego (zwany też sabir, od hiszpańskiego saber – „wiedzieć”), używany w basenie Morza Śródziemnego, o zredukowanej gramatyce, powstały na bazie słownej głównie z języków: francuskiego, włoskiego, greckiego, hiszpańskiego i arabskiego. Używany w portach śródziemnomorskich jeszcze w XX wieku, głównie w kontaktach handlowych i dyplomatycznych, obecnie jest już językiem martwym.
Określenie lingua franca było pierwotnie używane przez Arabów i oznaczało dowolny język wywodzący się z łaciny, a w szczególności język włoski. Arabowie zwykli określać mianem Franków wszystkich mieszkańców zachodniej Europy. Z czasem przekształciło się w nazwę wcześniej opisywanego języka.
Lingua franca bywa mylnie określana jako język kreolski. W rzeczywistości był to język mieszany, wyuczony i używany głównie w kontaktach handlowych i dyplomatycznych, ale nie był rodzimy dla danej społeczności. Mówi się o zasadniczej różnicy między językami kreolskimi a lingua franca: języki kreolskie, w odróżnieniu od lingua franca, mają charakter języków ojczystych.
W szerokim znaczeniu termin lingua franca odnosi się do każdego języka, który służy do porozumiewania się między osobami, które nie mają wspólnego języka ojczystego (dany środek komunikacji może być pierwszym językiem dla niektórych członków grupy lub językiem obcym dla całej grupy). Status ogólnie przyjętej lingua franca jest kształtowany przez czynniki ekonomiczne, kulturowe oraz prestiż danego języka. Przykładem współczesnej lingua franca o znaczeniu globalnym jest język angielski.
W przeszłości rolę taką pełniły m.in. w starożytności język sumeryjski, a po nim język akadyjski w Mezopotamii, grecka koine we wschodnim basenie Morza Śródziemnego i państwach hellenistycznych, potem (a przez pewien czas równolegle) łacina łącząca średniowieczną Europę aż po czasy nowożytne czy wreszcie nowożytny język francuski w kołach dyplomatycznych lub język niemiecki w XIX i XX wieku, szczególnie w sferach gospodarczych środkowo-wschodniej Europy.